# Toini Kallio
Toini Olga Kallio, född 11 juli 1891 i Pörtom, död 1981, var en finländsk textilkonstnär.
Kallio, som var dotter till kontraktsprost Pietari Antero Kallio och Lydia Charlotta Durchman, erhöll avgångsbetyg från Vasa finska flickskola 1906, från Konstföreningens ritskola 1911 och genomgick kurs i vävnad vid Wetterhoffs arbetsskola 1930. Hon företog studieresor till Sverige 1923 och 1930, Italien och Paris 1925 samt Italien 1956. Hon var lärare i teckning vid Vasa finska reallyceum och Vasa finska flickskola 1913 och 1916, vid Tammerfors finska samskola 1917–1919, var textilkonstnär vid Finska Handarbetets Vänner 1919–1923 och innehade egen textilbyrå från 1923. Hon utförde kyrklig textil, bildvävnader, fanor och inredningstextilier. Hon erhöll diplom från utställningar i Milano och Antwerpen.